# Richard Tourne
Richard Tourne (* 14. Januar 1951) ist ein ehemaliger französischer Eisschnellläufer.

## Werdegang
Tourne wurde dreimal französischer Juniorenmeister im Mehrkampf sowie siebenmal französischer Meister im Großen Vierkampf (1971–1977) und nahm von 1968 bis 1978 an internationalen Wettbewerben teil. Bei der Mehrkampfeuropameisterschaft 1971 in Heerenveen errang er den 27. Platz im Großen Vierkampf. In der Saison 1971/72 kam er bei der Mehrkampfeuropameisterschaft 1972 in Davos auf den 21. Platz im Großen Vierkampf und bei den Olympischen Winterspielen 1972 in Sapporo jeweils auf den 33. Platz über 500 m und 1500 m, auf den 24. Rang über 5000 m sowie auf den 22. Platz über 10.000 m. In den folgenden Jahren lief er bei der Mehrkampfweltmeisterschaft 1974 in Inzell und bei der Mehrkampfeuropameisterschaft 1975 in Heerenveen jeweils auf den 28. Platz im Großen Vierkampf. In der Saison 1975/76 belegte er bei der Mehrkampfweltmeisterschaft 1976 in Heerenveen den 26. Platz im Großen Vierkampf und bei den Olympischen Winterspielen 1976 in Innsbruck den 27. Platz über 1000 m sowie den 20. Rang über 1500 m. Letztmals international startete er bei der Sprintweltmeisterschaft 1978 in Lake Placid, wobei er den 26. Platz im Sprint-Mehrkampf errang.

## Erfolge

### Olympische Spiele
- 1972 Sapporo: 22. Platz 10.000 m, 24. Platz 5000 m, 32. Platz 500 m, 33. Platz 1500 m
- 1976 Innsbruck: 20. Platz 1500 m, 27. Platz 1000 m

### Mehrkampf-Weltmeisterschaften
- 1974 Inzell: 28. Platz Großer Vierkampf
- 1976 Heerenveen: 26. Platz Großer Vierkampf

### Sprint-Weltmeisterschaften
- 1978 Lake Placid: 26. Platz Sprint-Mehrkampf

### Mehrkampf-Europameisterschaften
- 1971 Heerenveen: 27. Platz Großer Vierkampf
- 1972 Davos: 21. Platz Großer Vierkampf
- 1975 Heerenveen: 28. Platz Großer Vierkampf

## Persönliche Bestzeiten
| Disziplin | Zeit         | Datum             | Ort       |
| --------- | ------------ | ----------------- | --------- |
| 500 m     | 39,88 s      | 11. Dezember 1977 | Grenoble  |
| 1000 m    | 1:20,62 min  | 13. Januar 1978   | Innsbruck |
| 1500 m    | 2:06,18 min  | 1. Februar 1976   | Inzell    |
| 3000 m    | 4:31,69 min  | 27. Dezember 1977 | Grenoble  |
| 5000 m    | 7:58,35 min  | 22. Januar 1972   | Davos     |
| 10.000 m  | 16:48,70 min | 7. Februar 1972   | Sapporo   |